# Husam ad-Din Hamid
Husam ad-Din Mustafa Hamid, Hosam Eelden Moustafa Hamed, ar. حسام الدين مصطفى حامد (ur. 17 września 1963) – egipski zapaśnik walczący w obu stylach. Olimpijczyk z Los Angeles 1984, gdzie odpadł w eliminacjach w stylu wolnym. Startował w kategorii 68 kg.
Dziesiąty na mistrzostwach świata w 1990. Trzeci na igrzyskach śródziemnomorskich 1991 i 1993. Złoty medalista igrzysk afrykańskich w 1991. Zdobył dziesięć medali na mistrzostwach Afryki, w tym szęść złotych: 1984, 1985, 1986, 1989, 1990 i 1994. Mistrz igrzysk panarabskich w 1992. Pierwszy w Pucharze Świata w 1991; szósty w 1986 i ósmy w 1982.
W turnieju olimpijskim w Los Angeles w 1984 wygrał z Brytyjczykiem Steve’em Baylissem i Chińczykiem Renem Qinem, a przegrał z Finem Jukką Rauhalą i Szwajcarem René Neyerem.